# Dar-es-Salaam (region)
Dar-es-Salaam er en af Tanzanias 26 administrative regioner. Regionshovedstaden er byen Dar-es-Salaam. Regionen er den mest velstående i Tanzania, og også den tættest befolkede. Regionen har en befolkning på 2.487.288 ifølge den nationale folketælling i 2002. Regionen har også næsthøjeste befolkningsvækst, efter Kigoma-regionen, med 4,3 %. Hele 93,9 % af regionens befolkning lever i Dar-es-Salaam by.

## Distrikter
Dar-es-Salaam er inddelt i tre administrative distrikter: Kinondoni, Ilala og Temeke.